# Żółw (film)
Żółw – polski, obyczajowy film krótkometrażowy z 1973 roku w reżyserii Andrzeja Kotkowskiego, na podstawie opowiadania Marka Nowakowskiego.

## Treść
Treścią filmu są losy głównego bohatera, który zostaje niesłusznie oskarżony o strącenie żółwia z balkonu. Mimo że jest niewinny, sam się oskarża, gdyż nie wytrzymuje presji otoczenia przekonanego o jego winie.

## Obsada
- Piotr Fronczewski - porucznik MO
- Władysław Kowalski - Rafał
- Jerzy Januszewicz -  sąsiad
- Marian Godlewski - staruszek
- Marek Kępiński - samochodziarz
- Ewa Lemańska - sprzedawczyni
- Anna Seniuk - żona Rafała
- Piotr Kąkolewski - syn Rafała
- Józef Nalberczak - dozorca
- Józef Pieracki - prezes
- Hanna Skarżanka - inspektorka
- Wanda Stanisławska-Lothe - prezesowa